# Coefficient de traînée
 (mai 2023).
 (mai 2023).
Si vous disposez d'ouvrages ou d'articles de référence ou si vous connaissez des sites web de qualité traitant du thème abordé ici, merci de compléter l'article en donnant les références utiles à sa vérifiabilité et en les liant à la section « Notes et références ».
En dynamique des fluides, le coefficient de traînée, dont le symbole est Cx, CA ou CD ({\displaystyle c_{\mathrm {d} }} en anglais, {\displaystyle c_{\mathrm {w} }} en allemand) est un coefficient aérodynamique sans dimension lié à la traînée, c'est-à-dire la résistance qu'un objet subit lorsqu'il se déplace dans un fluide (comme l'air ou l'eau). Il est toujours associé à une surface particulière (selon le contexte, appelée maître-couple, surface alaire ou plus généralement surface de référence).
La définition adimensionnelle actuelle du coefficient de traînée a été proposée par Ludwig Prandtl sur une idée de Richard Knoller (de),.
Un objet mobile se déplaçant dans un fluide subit de la part de celui-ci une distribution de pression et un frottement visqueux (ou friction) dont la résultante s'oppose à sa marche. La composante de cette résultante selon la direction du mobile est la traînée. L'intensité de la force de traînée est exprimée en fonction de la vitesse, de la forme et de la taille du mobile, ainsi que du fluide avec lequel l'objet interagit.
Le coefficient de traînée d'un objet résulte de deux contributions principales : la traînée liée au frottement visqueux (ou friction) et la traînée liée à la pression (traînée de forme). Ces effets sont parfois découpés suivant les diverses parties de l'objet (par exemple ogive, fuselage et ailerons pour une fusée, ou, lorsque c'est possible, avant-corps et arrière-corps) et pour chacune d'entre elles, on définit une traînée ne tenant pas compte des autres. Lorsque l'on s'intéresse à la structure complète, on voit donc éventuellement apparaître des termes de couplage liés aux interactions entre les diverses parties.

## Définition
Le coefficient de traînée {\displaystyle C_{x}} est défini par :
{\displaystyle C_{x}={\frac {F_{x}}{{\frac {1}{2}}\rho \,v^{2}\,S}}}
où :
{\displaystyle F_{\mathrm {x} }\,} est la force de traînée, qui est par définition la composante de la force dans la direction du vecteur vitesse,
{\displaystyle \rho \,} est la masse volumique du fluide,
{\displaystyle v\,} est la vitesse de l'objet relativement au fluide,
{\displaystyle S\,} est la surface de référence.
La masse volumique et la vitesse sont prises à l'infini amont (ou en tout cas loin de toute perturbation locale due à l'objet).
Le numérateur et le dénominateur ont les dimensions d'une force. Au dénominateur, on retrouve l'expression de la pression dynamique {\displaystyle P_{dyn}} donnée par {\displaystyle P_{dyn}=\textstyle {\frac {1}{2}}\,\rho \,v^{2}}, multipliée par la surface de référence {\displaystyle S}. Cette dernière est choisie arbitrairement. Souvent, on prend la surface du maître-couple, projection du solide sur un plan perpendiculaire au déplacement, sauf dans le cas des ailes en aéronautique, pour lesquelles on rapporte les forces à la surface alaire, projection des ailes sur un plan contenant la corde des profils, ce qui permet de comparer des profils indépendamment de leur épaisseur. Néanmoins pour des études particulières, d'autres surfaces de référence peuvent être utilisées.

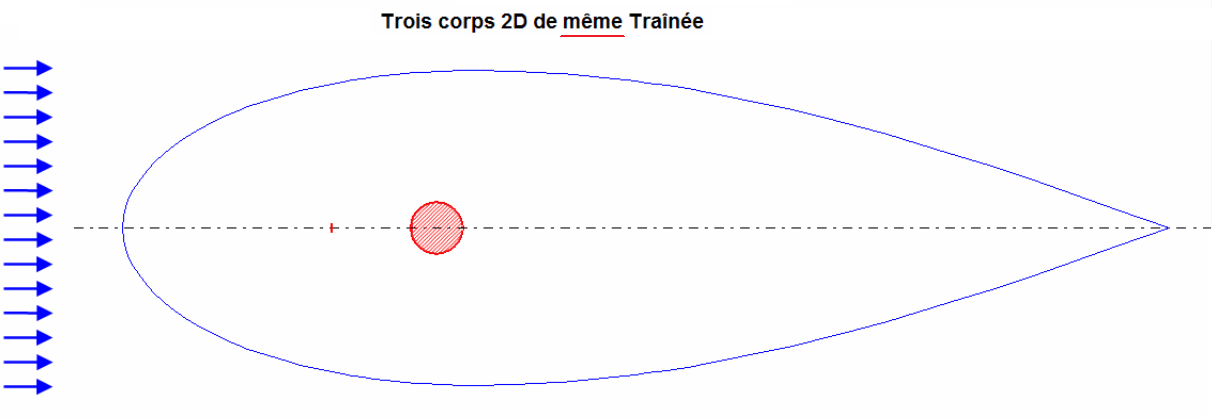
Trois corps produisant la même force de traînée mais de coefficients de traînée très différents.

Les coefficients de traînée des trois corps 2D de même traînée montrés dans l'image ci-contre sont très différents. Le corps bleu, le plus grand, possède un coefficient de traînée de 0,05 (c'est un corps de moindre traînée). Le petit tiret rouge vertical à peine visible devant la section du cylindre rouge possède, quant à lui, un coefficient de traînée de 2 (c'est ce que l'on nomme une palette infinie). Ce coefficient de traînée étant 40 fois plus fort que celui du corps de moindre traînée bleu, la surface frontale de cette palette doit être 40 fois plus faible pour susciter la même traînée que le corps bleu à vitesse d'écoulement égale.
Pour le coefficient de traînée du cylindre rouge voir les notes dans la page de définition de l'image.

## Force (ou résultante) de traînée
Notée {\displaystyle F_{x}} ou {\displaystyle R_{x}}, la force de traînée s'exprime en newtons et dépend du coefficient de traînée et d'autres facteurs aérodynamiques cités plus haut. On peut l'exprimer par la formule suivante, :
{\displaystyle F_{x}={\frac {1}{2}}\,\rho \,S\,C_{x}\,v^{2}}
où {\displaystyle \rho } est la masse volumique du fluide dans lequel a lieu le déplacement (en kg/m3), {\displaystyle S} la surface de référence ayant été choisie lors de la détermination du coefficient de traînée (en m2), {\displaystyle C_{x}} ledit coefficient de traînée (sans dimension), et {\displaystyle v} la vitesse relative du mobile par rapport au fluide (en m/s).
Cette équation repose sur l'hypothèse que la force de traînée de tout objet est proportionnelle à la densité et au carré de la vitesse relative. En réalité, sauf pour quelques corps particuliers, le coefficient de traînée n'est pas constant mais varie légèrement en fonction de la vitesse du fluide, de la taille de l'objet et de la densité et viscosité du fluide. Par chance, la vitesse, la viscosité cinématique et une longueur caractéristique de l'objet peuvent être incorporées dans un unique paramètre sans dimension : le nombre de Reynolds {\displaystyle Re}. Le coefficient de traînée apparaît alors comme une fonction de ce seul nombre {\displaystyle Re}.

Distribution des vitesses du fluide autour d'un obstacle selon sa forme
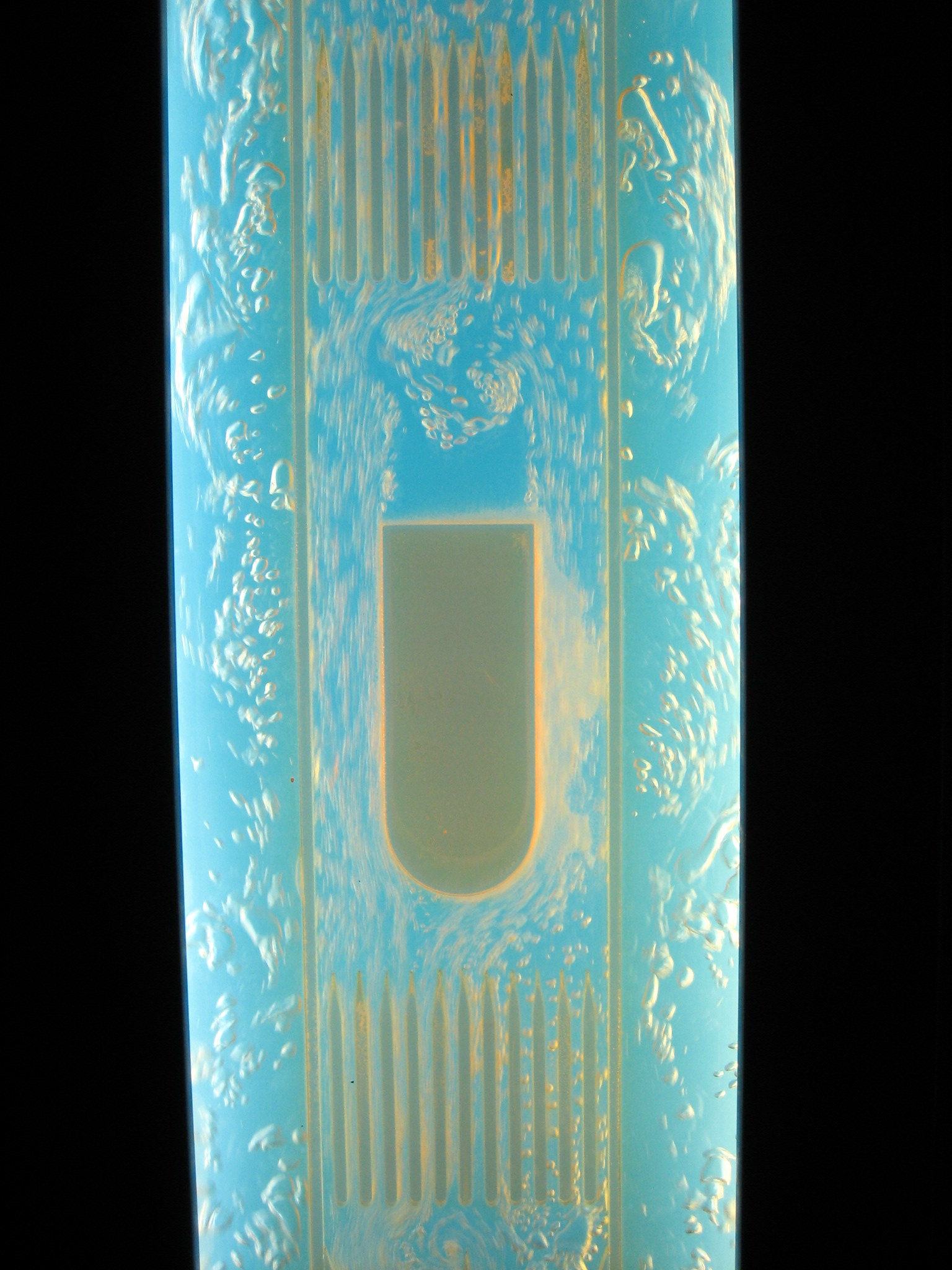
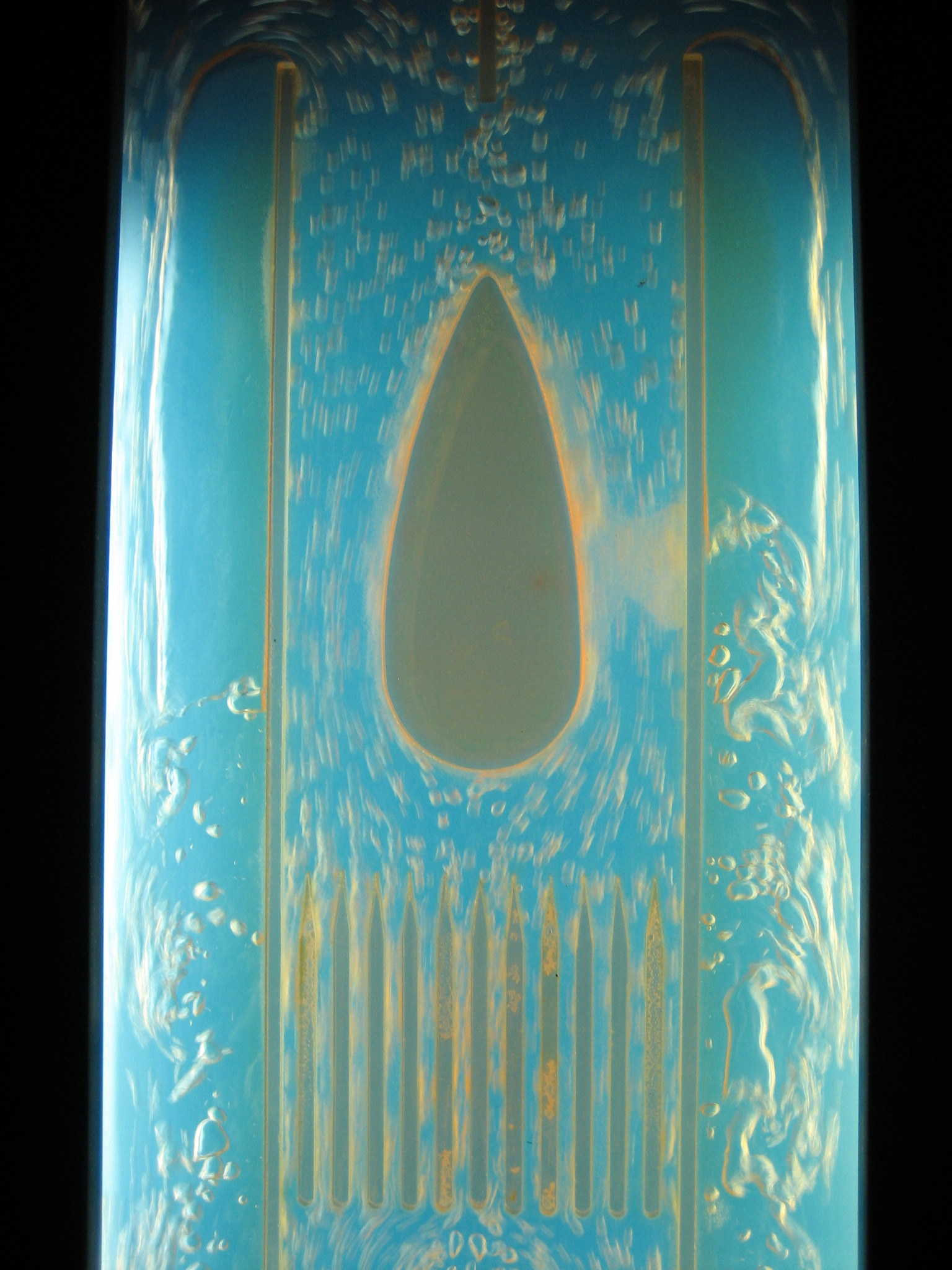

### Signification physique du coefficient de traînée

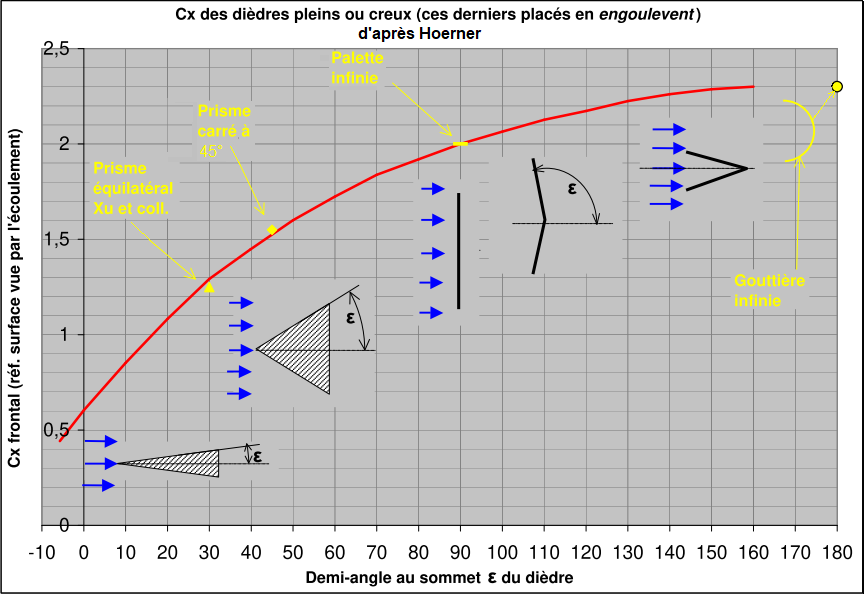
Cx frontal des dièdres pleins ou creux, d'après Hoerner.

Le coefficient de traînée rend compte de la perturbation qu'impose le corps au fluide lors de son mouvement relatif dans ce fluide.
Une des méthodes possibles de détermination du coefficient de traînée est d'observer la diminution de quantité de mouvement du courant d'air d'une soufflerie causée par la présence du corps. Il s'avère que cette diminution, pour les corps abruptes causant un décollement de l'écoulement, est liée à l'angle avec lequel les filets fluides quittent le corps.
Le graphe ci-contre (d'après Hoerner) dessine la valeur du coefficient de traînée frontal de corps abruptes 2D (en référence à leur surface telle que vue par l'écoulement), selon le demi angle {\displaystyle \varepsilon } auquel se produit le décollement de l'écoulement que ces corps induisent (on pourrait appeler cet angle angle de décollement ou encore angle de projection de l'écoulement). Lorsque ce demi angle {\displaystyle \varepsilon } atteint {\displaystyle 90}°, le dièdre 2D est devenu une palette infinie et Hoerner continue le graphe en considérant que les {\displaystyle \varepsilon \geq 90}° dessinent des dièdres creux.

### Cas d'un fluide compressible

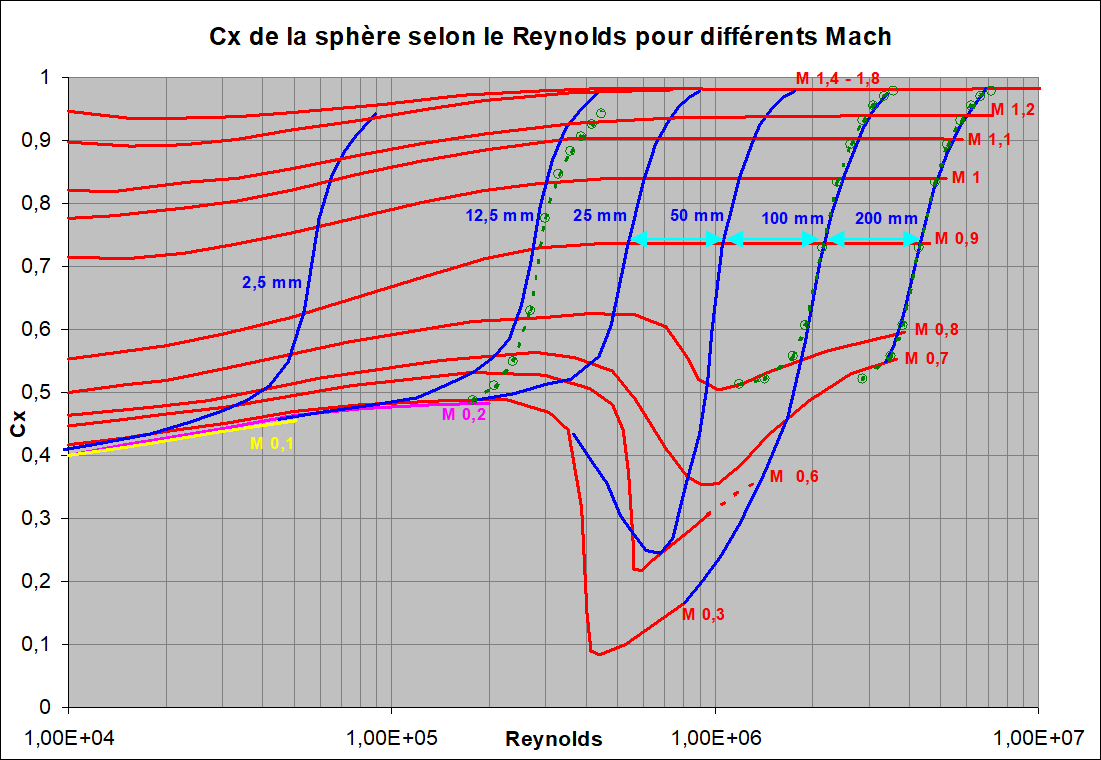
Influence de la compressibilité sur le coefficient de traînée de la sphère.

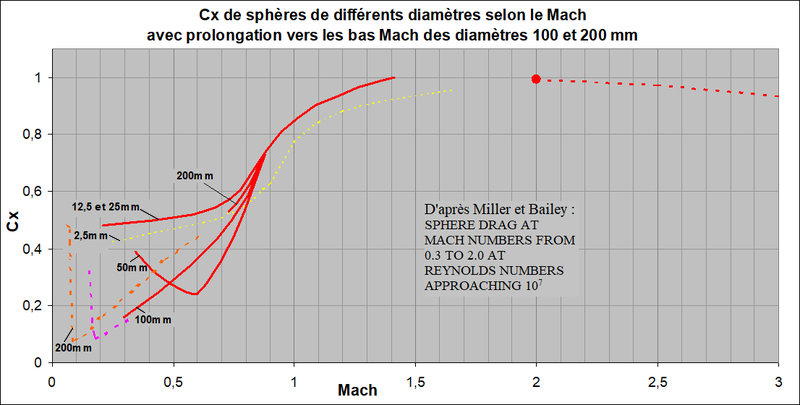
Coefficient de traînée de la sphère en fonction de son diamètre et du nombre de Mach.

Dans le cas d'un fluide compressible à grande vitesse comme l'air, le coefficient de traînée est aussi fonction du nombre de Mach {\displaystyle Ma}. Le graphe ci-contre à droite montre l'évolution du coefficient de traînée de sphères de différents diamètres (courbes bleues) en fonction de leur Reynolds : lorsque ce Reynolds augmente (et donc leur vitesse pour un diamètre donné), ces sphères connaissent les affres transsoniques et leur coefficient de traînée croît vertigineusement.
Il est remarquable que, pour les plus grosses sphères, le Reynolds peut augmenter sans que soit approché le mur du son. La courbe pour ces grosses sphères est alors la courbe classique du coefficient de traînée selon le Reynolds en incompressible.
Le graphe ci-contre à gauche présente les choses d'une autre façon. On y observe que les courbes correspondant aux diamètres de 12,5 à 200 mm se rassemblent toutes au-dessus de Mach 0,85 pour faire cause commune. Plus à gauche sur le même graphe, on observe que les sphères de grands diamètres (diamètres égaux ou supérieurs à 50 mm) connaissent leur crise de traînée avant d'être confrontées au mur du son (les sphères de plus petits diamètres vivent le mur du son alors qu'elles sont encore en Reynolds sous-critiques et donc ne montrent aucune crise de traînée).

## Choix de la surface de référence
Bien que les coefficients de traînée soient le plus souvent donnés en référence à la surface frontale (sauf dans l'aviation où ils sont donnés en référence à la surface alaire), on trouve des coefficients de traînée donnés en référence à beaucoup d'autres surfaces. Dans la pratique, le coefficient de traînée d'un corps peut être établi en référence à n'importe quelle surface (même une surface qui n'appartient pas au corps) pourvu que cette surface de référence soit précisée.

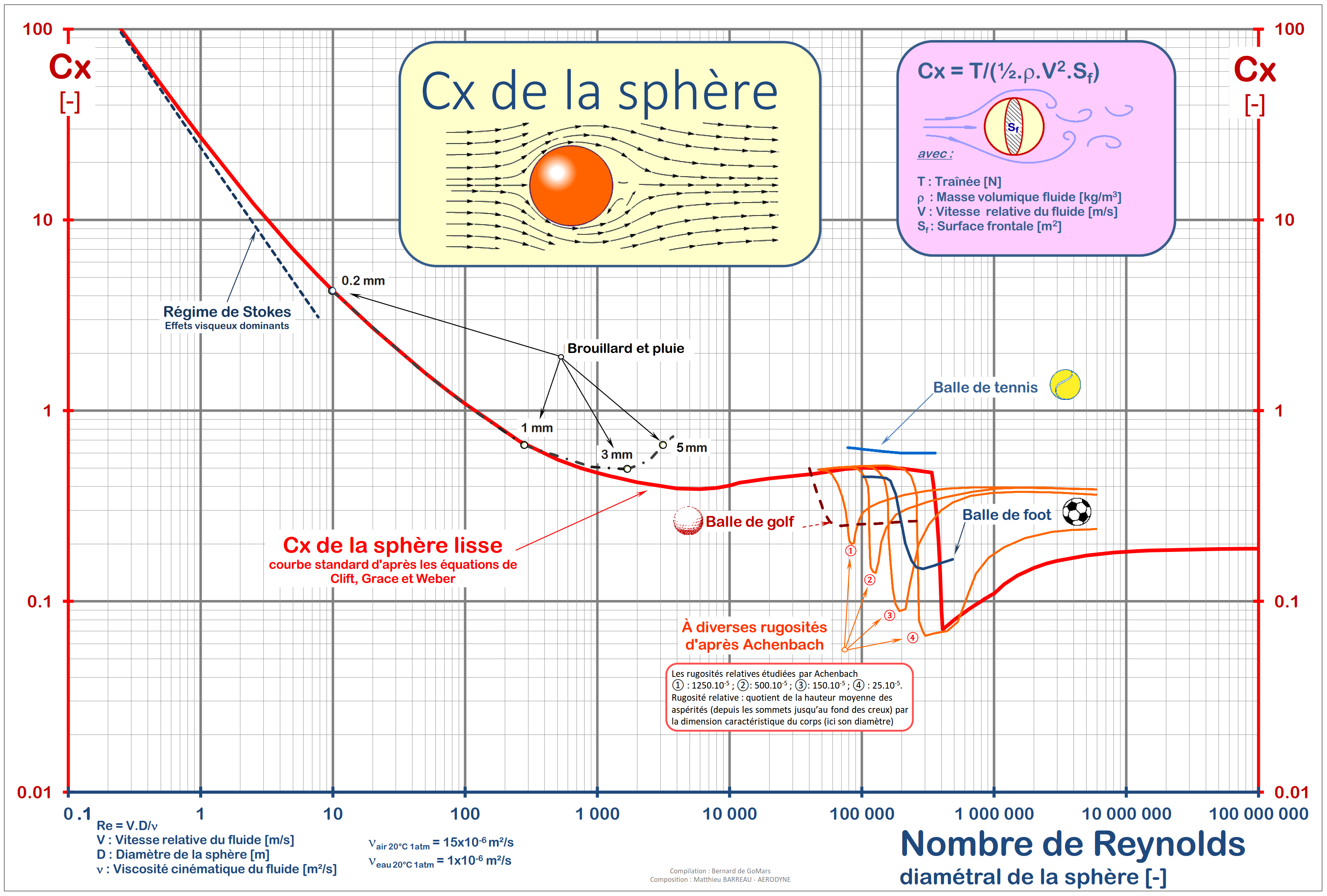
Le Cx de la sphère est très dépendant du nombre de Reynolds.

Le coefficient de traînée est primordial dans le choix de la surface de référence. La première fonction de ce coefficient a été historiquement d'effectuer des comparaisons entre des corps de formes identiques mais d'échelles différentes et exposés aux courants de fluides différents. Ainsi le coefficient de traînée de la plaque carrée exposée normalement a-t-il été mesuré assez tôt dans l'eau et dans l'air. Cependant, les coefficients de traînée mesurés de la sorte ne concordaient pas tout à fait (du fait, essentiellement, du mode opératoire des mesures). De même, le coefficient de traînée de la sphère dans l'air et dans l'eau a été mesuré très tôt par Isaac Newton, avec une précision étonnante. Cependant, pour cette forme particulière qu'est la sphère, s'est développée une controverse portant sur les valeurs disparates dégagées par les mesures en soufflerie : pour de tels corps « non abrupts », un nouveau critère, le nombre de Reynolds, caractérise l'écoulement, c'est-à-dire qu'il détermine des types d'écoulement différents, à savoir des lignes de courant autour du corps tout à fait différentes (voir par exemple cette image) et d'ailleurs deux coefficients de traînée très différents.
Ainsi, par exemple, le coefficient de traînée d'un cube exposé normalement vaut 1,05. Pour ce corps à arêtes vives, le nombre de Reynolds n'intervient pas sur le coefficient de traînée. On obtiendra donc, par des mesures, le même coefficient de traînée pour tous les cubes (exposés normalement) quelle que soit leur échelle (c.-à-d. : que ces coefficients de traînée aient été relevés sur des cubes de 10 cm ou de 10 m de côté) et quel que soit le fluide dans lequel ils se déplacent.
Pour d'autres corps, comme la sphère, le cylindre ou les corps profilés 2D et 3D, le nombre de Reynolds a beaucoup d'influence sur le coefficient de traînée mesuré. Il conviendra donc de comparer les coefficients de traînée de tels corps à nombres de Reynolds proches. Pour la sphère et le cylindre, l'influence du nombre de Reynolds diamétral est même décisive dans la zone dite de crise de traînée (où une très petite variation du nombre de Reynolds pouvant produire une division du coefficient de traînée par un facteur 5 pour la sphère lisse, par exemple).
Le coefficient de traînée est cependant quasiment constant dans la plage de nombre de Reynolds diamétral courant de 40 000 à 300 000, tel que le montre le graphe ci-contre. Dans cette plage, nommée plage de Newton[réf. souhaitée], la comparaison du coefficient de traînée de sphères lisses de diamètres différents est donc aisée.
De la même façon, et même pour le cylindre et les corps profilés, le coefficient de traînée peut présenter des plages de relative invariance avec le nombre de Reynolds, ce qui facilitera la comparaison des coefficients de traînée de corps de tailles différentes.
Comme surface de référence, les ingénieurs choisissent la surface la plus significative pour les comparaisons entre des corps de mêmes formes ou de formes approchantes :
- s'il s'agit, par exemple, de caréner un chargement de forme globalement sphérique, c'est naturellement la section circulaire circonscrite au chargement qui sera choisie comme surface de référence ;
- s'il s'agit de caréner une roue de train d'atterrissage, c'est la surface frontale de cette roue que l'on prendra comme surface de référence[p],[q][réf. nécessaire] ;
- s'il s'agit de dessiner les formes d'un corps fuselé de volume donné comme un dirigeable ou un sous-marin, c'est la puissance 2/3 du volume du corps qui sera choisie comme surface de référence (cette surface étant une surface virtuelle) ;

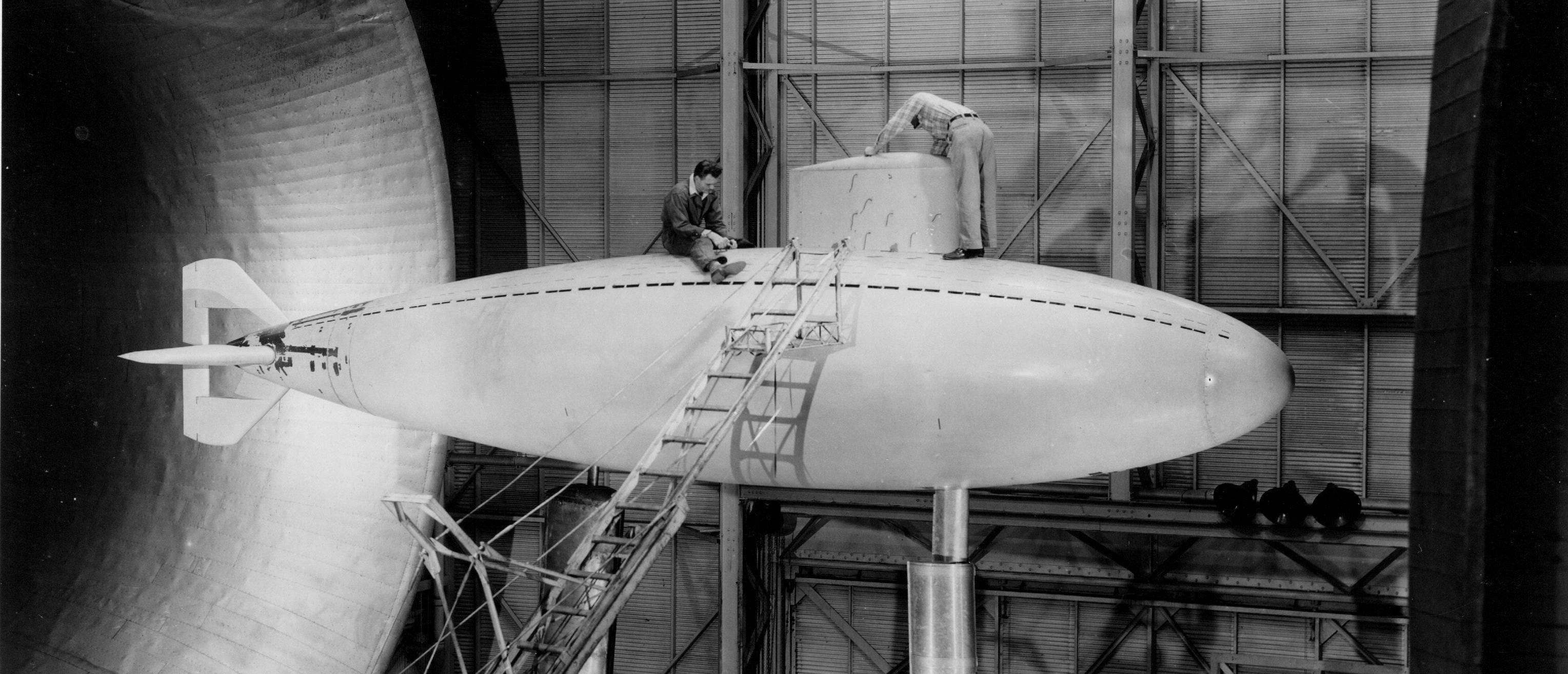
Sous-marin en soufflerie.

- si l'on s'intéresse à la traînée de friction d'un corps profilé (image du sous-marin Albacore ci-contre), c'est bien la surface mouillée totale de ce corps qui constituera la meilleure surface de référence puisque la traînée de tels corps profilés est essentiellement une traînée de friction (laquelle est liée à la surface mouillée et, bien sûr, au nombre de Reynolds[r]) ;
- si l'on s'intéresse au coefficient de traînée d'une aile, c'est la surface alaire que l'on prendra comme référence, de sorte que la finesse de l'aéronef (son rapport Portance/Traînée) sera facile à obtenir[s] ;
- s'agissant de la traînée d'une automobile, la surface de référence devrait être, idéalement, non pas la surface frontale du véhicule, mais la surface frontale d'un certain volume de vie (volume de vie des passagers qui serait normalisé selon le confort de route exigé[t]) ou éventuellement de la puissance 2/3 de ce volume de vie normalisé. Le coefficient de traînée ainsi déterminé deviendrait réellement celui d'un corps à volume de vie donné, puisque la fonction d'une automobile est de transporter avec le moins de dépense d'énergie un certain nombre de passagers dans des conditions de confort données. Dans la pratique, cette surface de référence idéale n'existe pas et la surface de référence des coefficients de traînée annoncés par les constructeurs d'automobiles (ces valeurs étant des arguments commerciaux) reste souvent non précisée : la surface frontale des rétroviseurs est-elle intégrée à cette surface de référence ?, par exemple. De plus, plusieurs façons de mesurer la surface frontale d'un véhicule coexistent, l'une d'entre elles intégrant l'espace existant sous la voiture entre les roues.

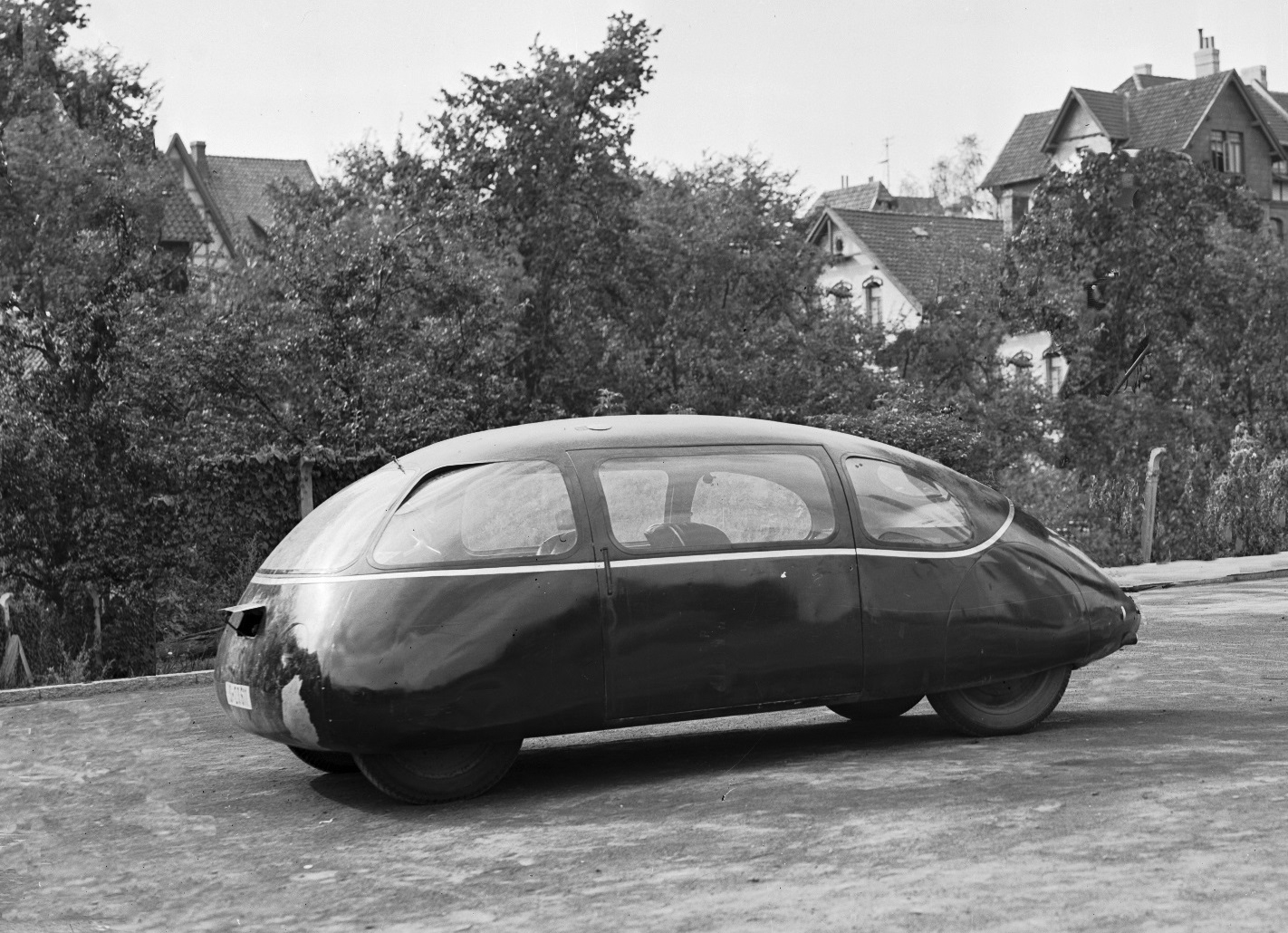
La Schlörwagen (l'avant est à gauche).

À titre d'exercice, on peut penser au coefficient de traînée de la voiture de Karl Schlör (image ci-contre) : Karl Schlör a en effet abaissé notablement la traînée de son véhicule en carénant presque totalement les roues avant. Mais, ce faisant, il a gagné sur les deux tableaux puisque le calcul du coefficient de traînée se fait à partir d'une traînée diminuée (ce qui est juste) mais aussi à partir d'une surface frontale augmentée de 14 % (ce qui cause des problèmes d'encombrement du véhicule), cette augmentation de la surface frontale diminuant d'autant le coefficient de traînée[réf. nécessaire].

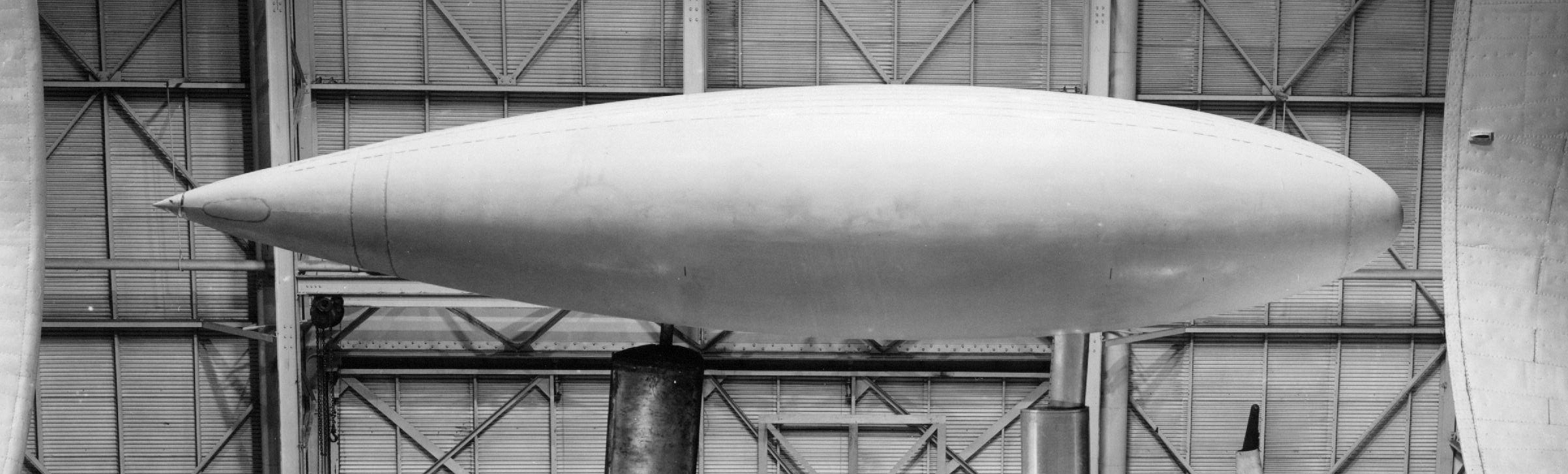
La coque nue du sous-marin Albacore (le vent vient de droite).

Dans la pratique, on trouve dans les textes techniques toutes sortes de surfaces de référence. L'exemple du sous-marin Albacore (image ci-contre lors de tests dans la soufflerie grandeur nature de Langley en 1950) est instructif à ce sujet dans la mesure où la surface de référence adoptée par les ingénieurs de la NACA est le carré de la longueur {\displaystyle L} du modèle. Le coefficient de traînée annoncé (en référence à {\displaystyle L^{2}}) étant {\displaystyle 0,00115}, on en tire facilement la traînée ({\displaystyle 0,00115\,q\,L^{2}}, si {\displaystyle q} est la pression dynamique). En divisant cette traînée par {\displaystyle q} et la surface frontale {\displaystyle \pi D^{2}/4}, on écrit le coefficient de traînée frontal :
{\displaystyle C_{x}={\frac {0,00115\,L^{2}}{(\pi D^{2}/4)}}}
L'élancement {\displaystyle L/D} du modèle étant 4,48, on obtient finalement le coefficient de traînée frontal très faible de 0,0295 pour ce corps profilé.

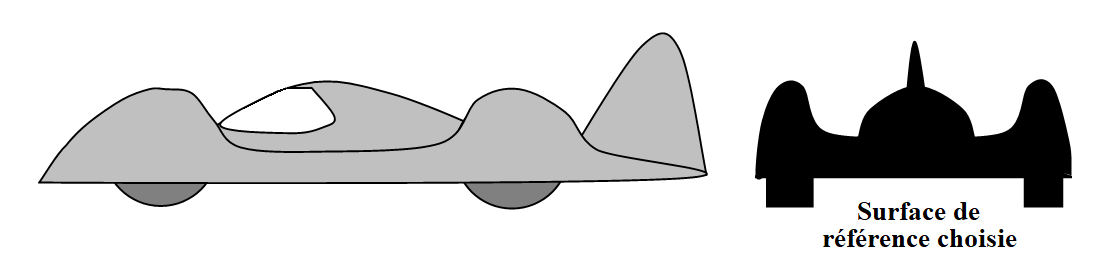
La surface de référence choisie peut être virtuelle.

Même dans le cas apparemment simple du coefficient de traînée d'une automobile, la surface de référence choisie peut être virtuelle. Sur l'image ci-contre, la surface de référence choisie est la surface projetée sur un plan perpendiculaire à la vitesse ; or aucune section de la voiture ne dessine cette surface de référence. C'est sans importance parce que cette surface de référence est vraiment représentative de la grandeur de la voiture en tant qu'obstacle à l'écoulement et parce que ce choix de surface de référence sera précisé.

## Finesse aérodynamique
Le coefficient de traînée intervient dans le calcul de la finesse aérodynamique (c'est le rapport {\displaystyle {\tfrac {C_{z}}{C_{x}}}} l'un et l'autre calculé sur base de la surface alaire). Cette finesse aérodynamique représente en quelque sorte le rendement de l'aérodyne (avion, planeur, hélicoptère) : plus la finesse d'un aérodyne est faible, plus son moteur devra apporter de puissance pour entretenir le vol horizontal.

## Évaluation de la valeur du coefficient de traînée

Animation de la balance dynamométrique du Colonel Renard.

La détermination du coefficient de traînée a été tentée très tôt (d'abord par John Theophilus Desaguliers et Isaac Newton) par l'observation de la chute des corps (dans l'air ou dans l'eau). À la fin du XIXe siècle et au début du XXe siècle, des espoirs ont été placés dans des appareils de mesure rotatifs tels que celui de l'animation ci-contre à droite,.
Pour certains corps simples non profilés (par exemple la plaque rectangulaire infinie ou palette, ou le disque circulaire face à l'écoulement, figures ci-dessous) le coefficient de traînée ne dépend pas du nombre de Reynolds de l'écoulement (l'intégration des coefficients de pression sur toutes les surfaces de ces deux corps donne donc le coefficient de traînée) :

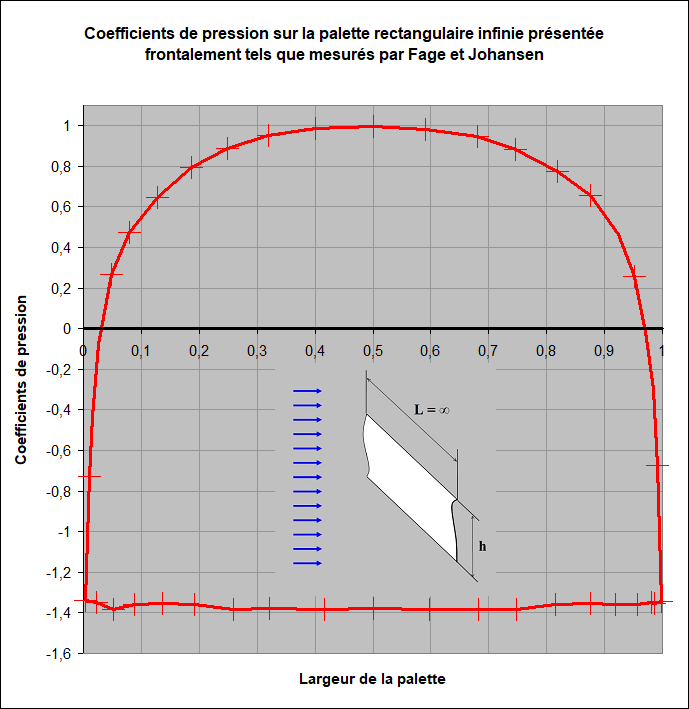
Distribution des coefficients de pression sur la palette rectangulaire infinie.
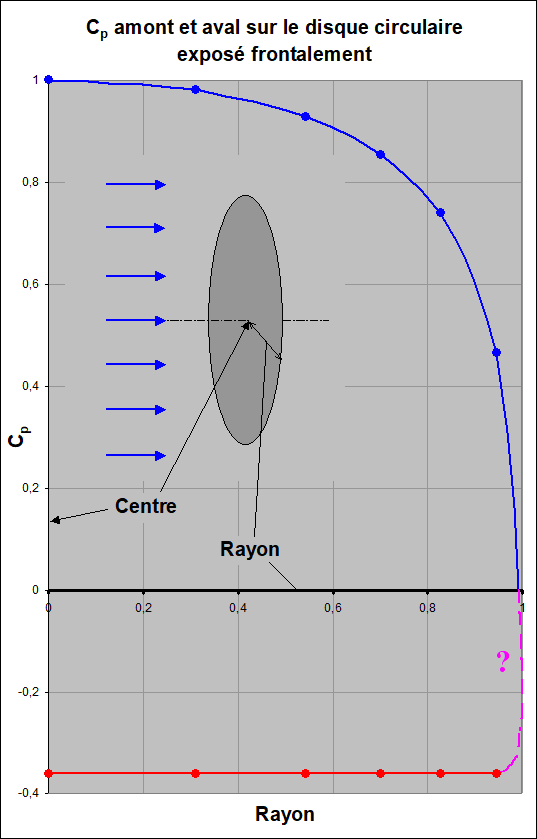
Distribution des coefficients de pression sur les faces avant et arrière du disque.

Cependant, pour la plupart des autres corps, le coefficient de traînée dépend du nombre de Reynolds de l'écoulement. De sorte que, pour tous ces autres corps, en plus de dépendre de leurs formes, le coefficient de traînée dépend du coefficient de friction, c.-à-d. de la forme du profil de vitesse dans la couche limite (profil « turbulent », profil laminaire), ainsi qu'éventuellement de la traînée induite par la portance, s'il en est.
Le coefficient de friction dépend du nombre de Reynolds de l'écoulement sur le corps et du degré de laminarité de la surface de ce corps (voir l'article Couche limite).
- En aérodynamique, le coefficient de traînée d'une aile (en référence à la surface alaire) est d'environ 0,005 à 0,010 en vol, selon le nombre de Reynolds et la laminarité.
- En hydrodynamique, le coefficient de traînée d'une aile portante immergée (ou foil) est d'environ 0,03 (en référence à la surface alaire) à la vitesse de croisière (pour un coefficient de portance {\displaystyle C_{z}} de 0,6 et une finesse de 20).
- En physique du sport, le coefficient de traînée d'un coureur comme Usain Bolt est de 1,2[9],[y].
- Automobile : il peut être en dessous de 0,14 (en référence au maître couple) pour des engins qui effectuent des records de kilomètres avec un litre d'essence. Pour les berlines familiales construites en 2000, le coefficient de traînée est de 0,25 pour les plus aérodynamiques[10]. La première voiture de grande série à être étudiée pour son aérodynamique fut la Citroën DS, de 1955 ; conçue par l'ingénieur aéronautique André Lefebvre, elle atteignait un coefficient de traînée de 0,38. Elle fut d'ailleurs remplacée par la Citroën CX, qui portait bien son nom. Dans les voitures plus modernes, le coefficient de traînée est de 0,31 pour la citadine Citroën AX ou encore 0,35 pour la Renault Clio II. En 1989, l'Opel Calibra obtient le record pour un véhicule de quatre places avec un coefficient de traînée de 0,26[réf. souhaitée] et ne sera détrônée que 20 ans plus tard par la Toyota Prius commercialisée en 2009 qui a un coefficient de traînée de 0,25. La Mercedes-Benz Classe E coupé a un coefficient de traînée de 0,24 ; il est devenu le plus bas pour les voitures de série jusqu'à la sortie en 2013 de la Mercedes-Benz CLA où la voiture a été étudiée pour que la traînée soit réduite même dans le soubassement du véhicule pour atteindre un coefficient de traînée de 0,22[réf. souhaitée].

### Coefficient de traînée d'une sphère
La sphère est une forme qui a été particulièrement étudiée en aérodynamique.

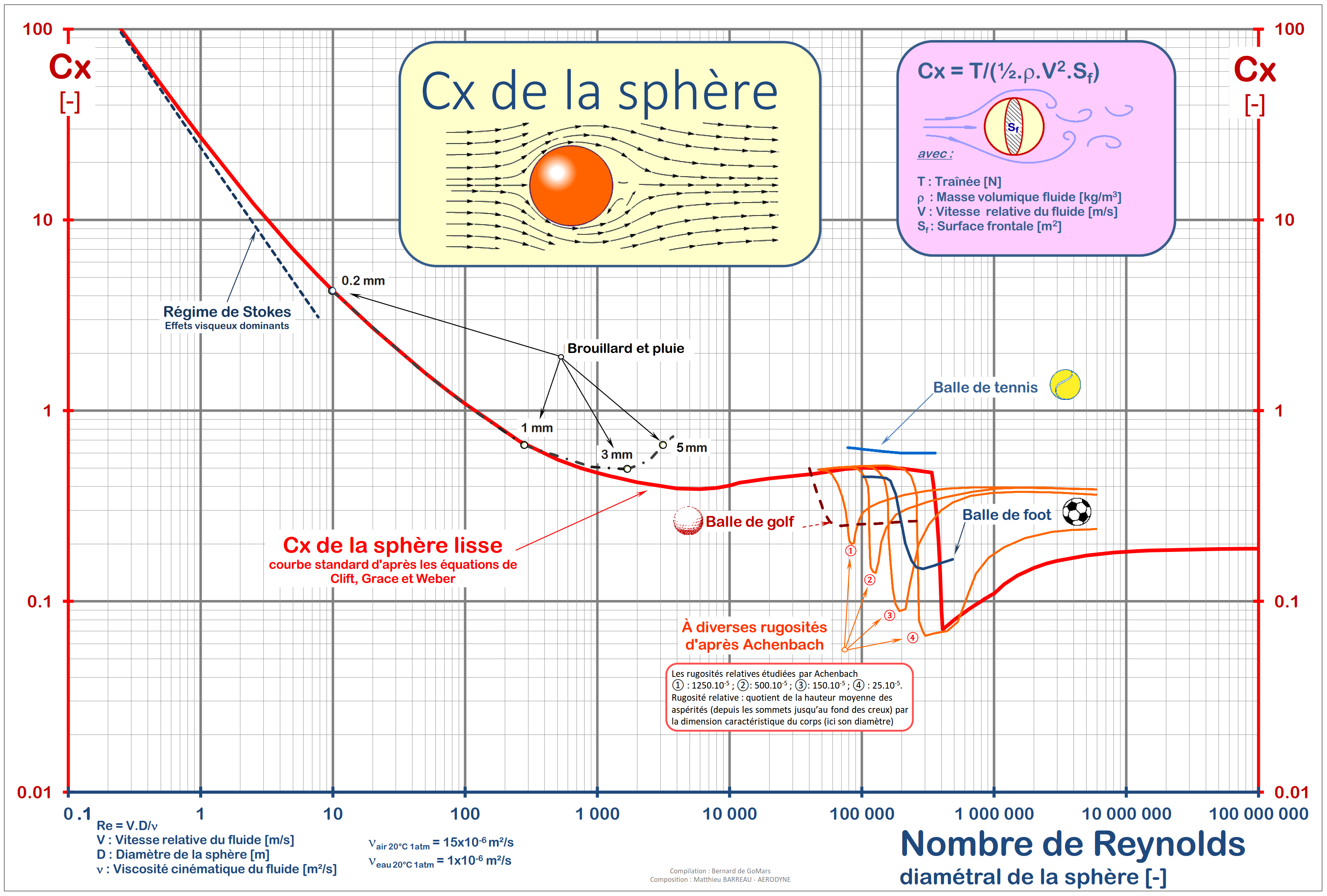
Variations du coefficient de traînée d'une sphère en fonction du nombre de Reynolds.

- Le coefficient de traînée d'une sphère[z] a été mesuré sur une large gamme de valeurs du nombre de Reynolds « diamétral » (figure ci-contre)[aa]. Comme on le voit sur ce diagramme, un peu au-dessus du Reynolds 300 000, le coefficient de traînée de la sphère lisse est brusquement divisé par un facteur 5. C'est ce qu'on appelle « la crise de traînée de la sphère ». Ce phénomène très contre-intuitif a été constaté en premier par Giulio Costanzi de la Brigada Specialisti, à Rome, puis par Eiffel et expliqué ensuite par Prandtl comme étant dû à la transition de la couche limite autour de la sphère (transition depuis le régime laminaire jusqu'au régime turbulent). En conséquence, les ingénieurs considèrent souvent que la sphère lisse présente deux coefficient de traînée : Le coefficient de traînée sous-critique (0,5 entre les Reynolds 1 000 et 300 000, plage qui est nommée « plage de Newton »[réf. souhaitée] parce que Newton y réalisa les premières mesures de coefficient de traînée) et le coefficient de traînée supercritique (~0,1 pour les nombres de Reynolds au-dessus de 350 000).
- Cette crise de traînée de la sphère est représentative de ce qui se passe sur les corps profilés 3D[l] (comme les dirigeables) qui connaissent également une crise de traînée.
- Tout comme la sphère, le cylindre circulaire connaît, à un certain Reynolds, une crise de traînée, avec brusque chute du coefficient de traînée, ainsi que tous les corps profilés 2D[d] (comme les profils d'ailes, voir à ce sujet le graphe plus bas). C'est ce qui oblige à donner aux ailes des avions très lents (comme les avions à propulsion humaine) des profils très particuliers. Pour cette même raison, le bord d'attaque des ailes d'insectes ou de certains modèles réduits sont soit carrés soit dotés de poils turbulateurs…

On peut résumer les principales variations du coefficient de traînée de la sphère comme suit :
|                                       | Condition                                     | Expression                                                |
| Stokes (écoulement de Stokes)         | {\displaystyle \mathrm {Re} <1}               | {\displaystyle C_{x}={\frac {24}{\mathrm {Re} }}}         |
| H.S. Allen (écoulement intermédiaire) | {\displaystyle 1<\mathrm {Re} <10^{3}}        | {\displaystyle C_{x}={\frac {18.5}{\mathrm {Re} ^{0.6}}}} |
| Newton (plage sous-critique)          | {\displaystyle 10^{3}<\mathrm {Re} <3.10^{5}} | {\displaystyle C_{x}\approx 0.5}                          |
| Plage supercritique                   | {\displaystyle \mathrm {Re} >4.10^{5}}        | {\displaystyle C_{x}\approx 0.07}                         |

## Autres exemples

Tableau de coefficients de traînée en ordre croissant de formes 3D (à gauche) et 2D (à droite) à des nombres de Reynolds entre 10^{4} et 10^{6} (sauf mentions particulières - voir les notes sur l'image dans la page de l'image), le flux venant de la gauche.

Coefficients de traînée frontaux de corps 3D (voir les notes sur l'image dans la page de définition de l'image).

Voir ci-contre à gauche le tableau de coefficient de traînée {\displaystyle C_{x}} dû au mécanicien des fluides Sighard F. Hoerner (en), ainsi que le tableau de droite.
Dans ces deux tableaux, les coefficients de traînée sont frontaux, c.-à-d. que leur surface de référence est la surface frontale des corps (à savoir la surface projetée sur un plan normal à la direction de l'écoulement loin du corps).
Toujours dans ces deux tableaux, certains corps, comme la sphère et le cylindre infini présenté en travers de l'écoulement, ont un coefficient de traînée très variable avec le Nombre de Reynolds. Cette variabilité du coefficient de traînée s'explique par ce que l'on appelle la crise de traînée.

### Coefficient de traînée d'une automobile

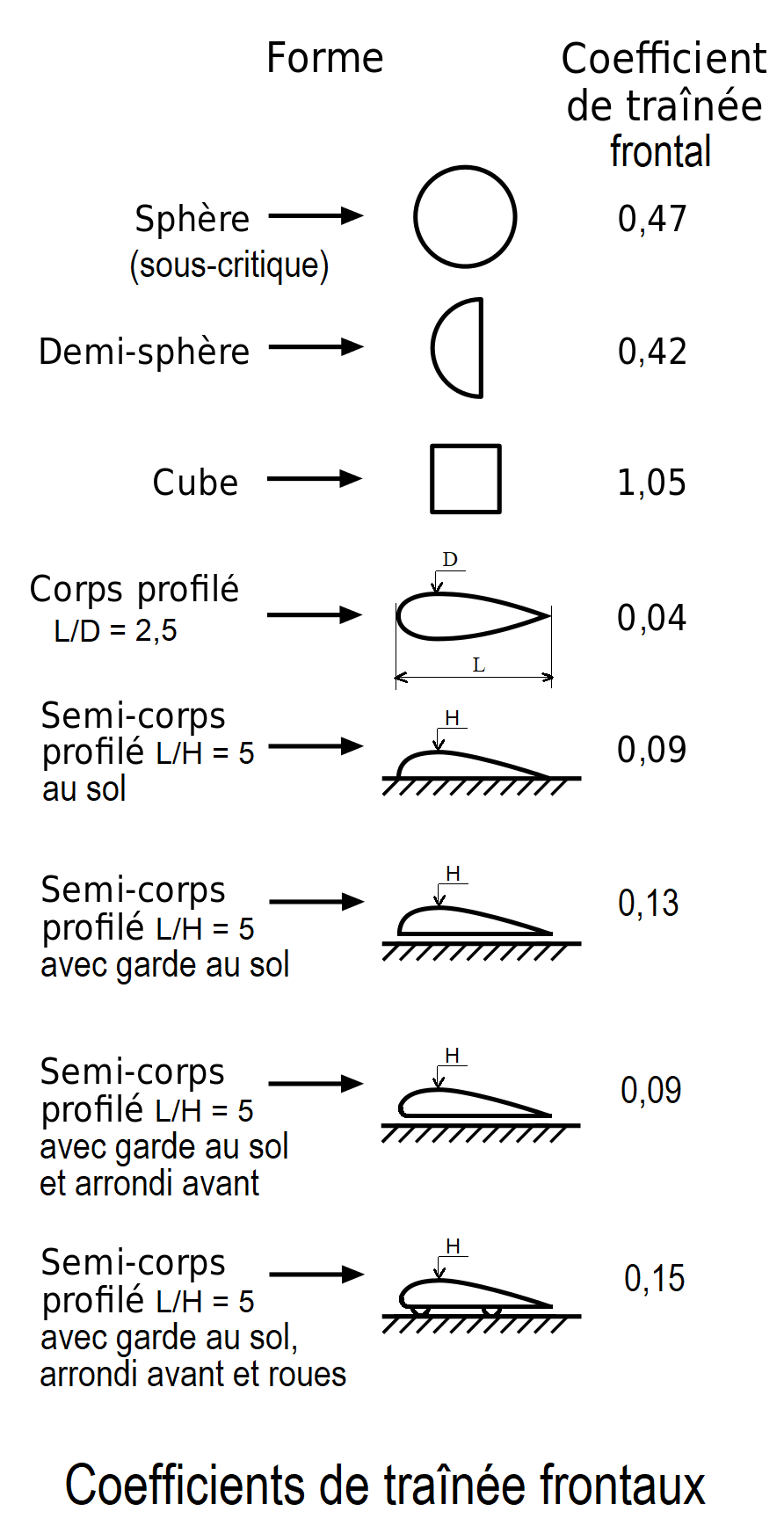
Coefficients de traînée frontaux de corps 3D dont des corps de moindre traînée et leur adaptation à la route.

Voir ci-contre à droite les coefficients de traînée {\displaystyle C_{x}} frontaux de corps 3D et leur adaptation à la route.
Pour un tableau de coefficients de traînée {\displaystyle C_{x}} d'automobiles, voir Automobile_drag_coefficient#Typical drag coefficients (en).

### Autres valeurs de coefficients de traînée

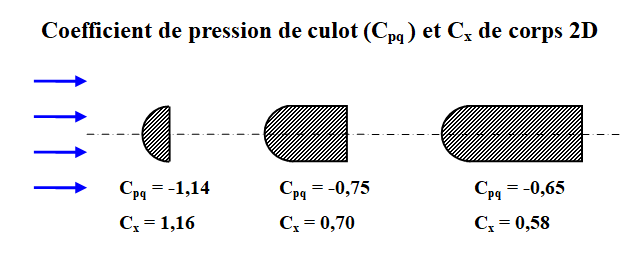
Coefficient de traînée total et de culot de corps 2D, d'après Hoerner.

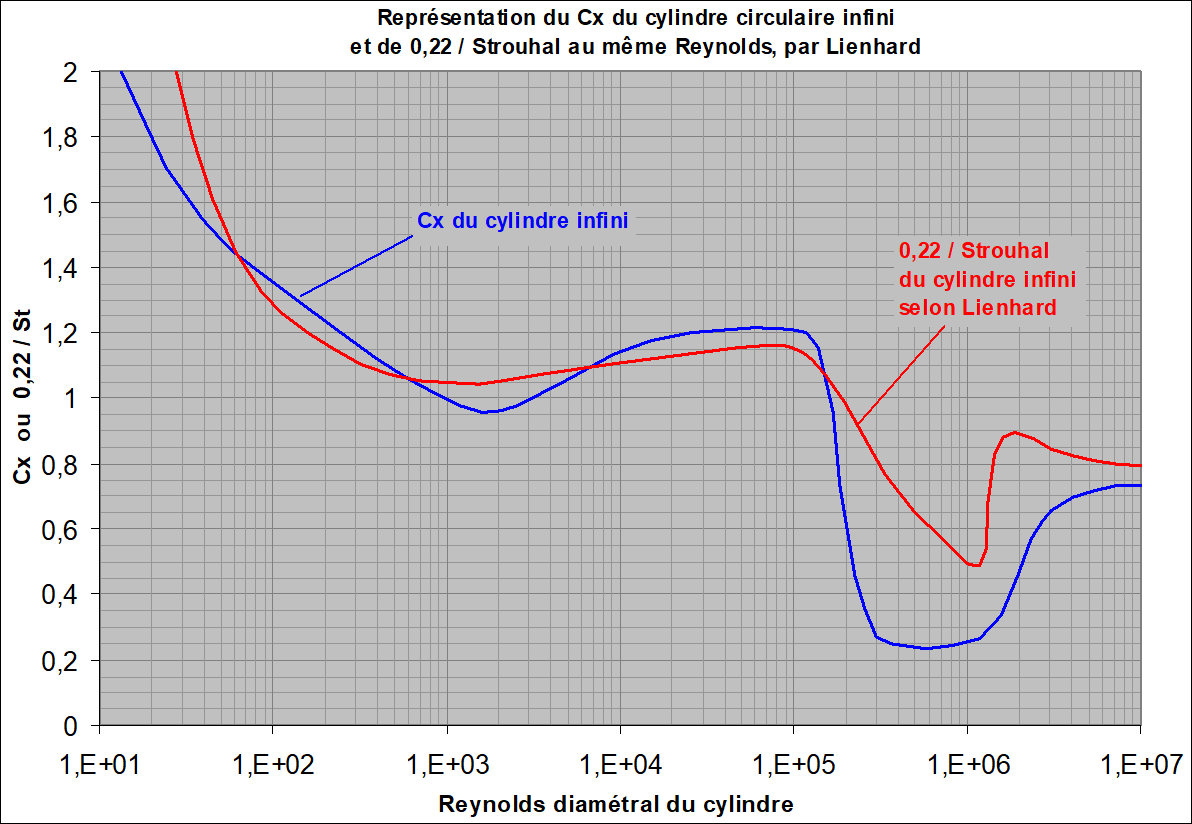
Coefficient de traînée {\displaystyle C_{x}} du cylindre infini ainsi que l'inverse de son nombre de Strouhal multiplié par 0,22, d'après Lienhard.
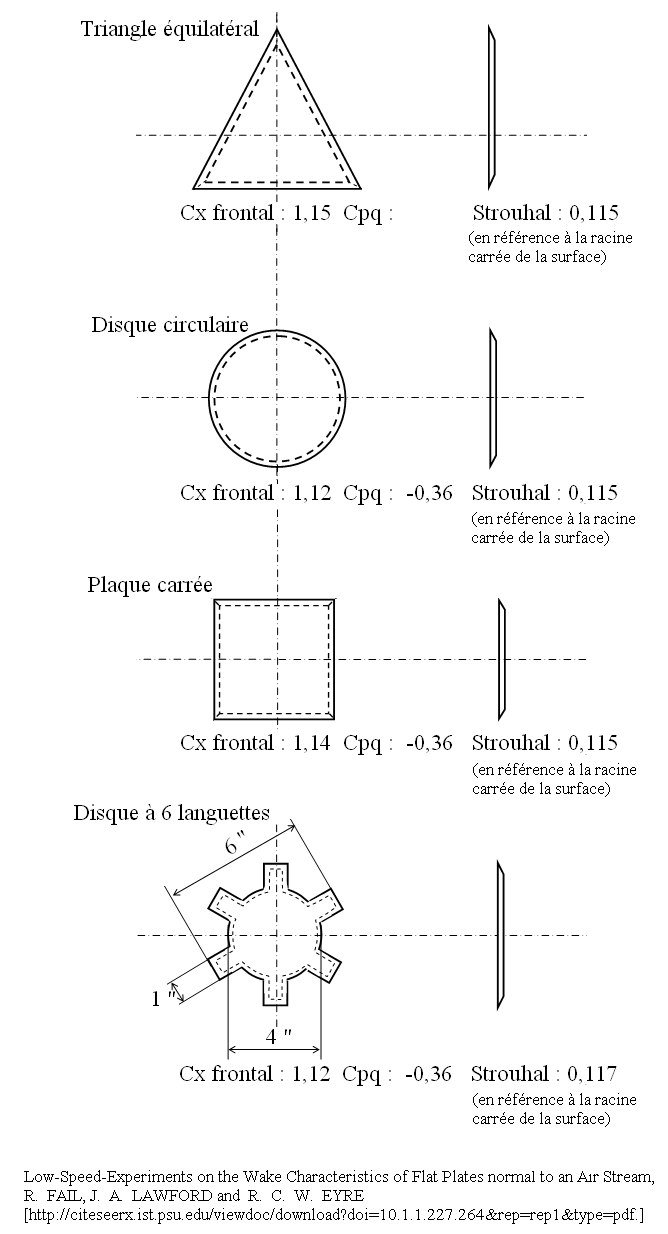
Coefficient de traînée de plaques planes de différentes formes exposées frontalement.
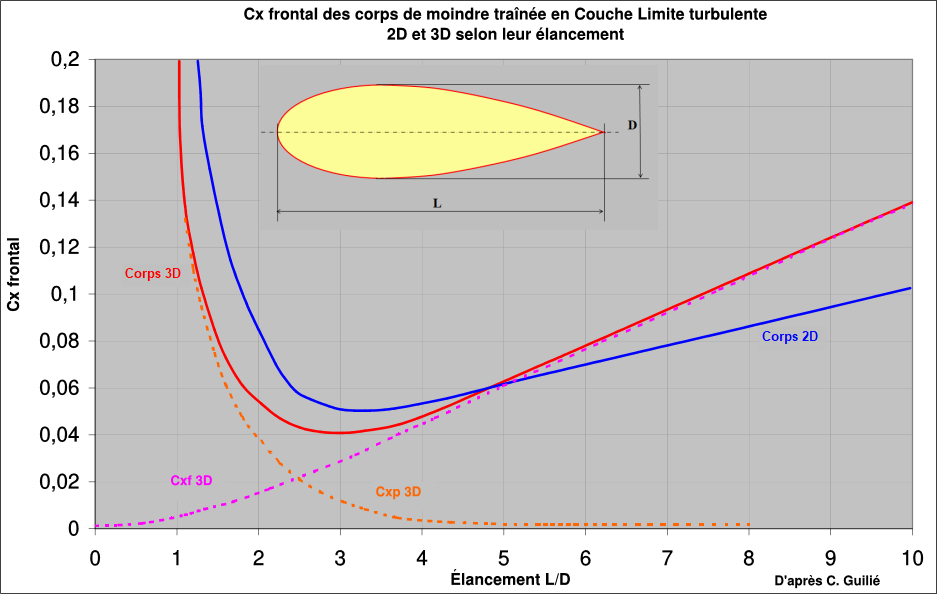
Coefficient de traînée {\displaystyle C_{x}} frontal des corps de moindre traînée 2D[d] et 3D[l] selon leur élancement.
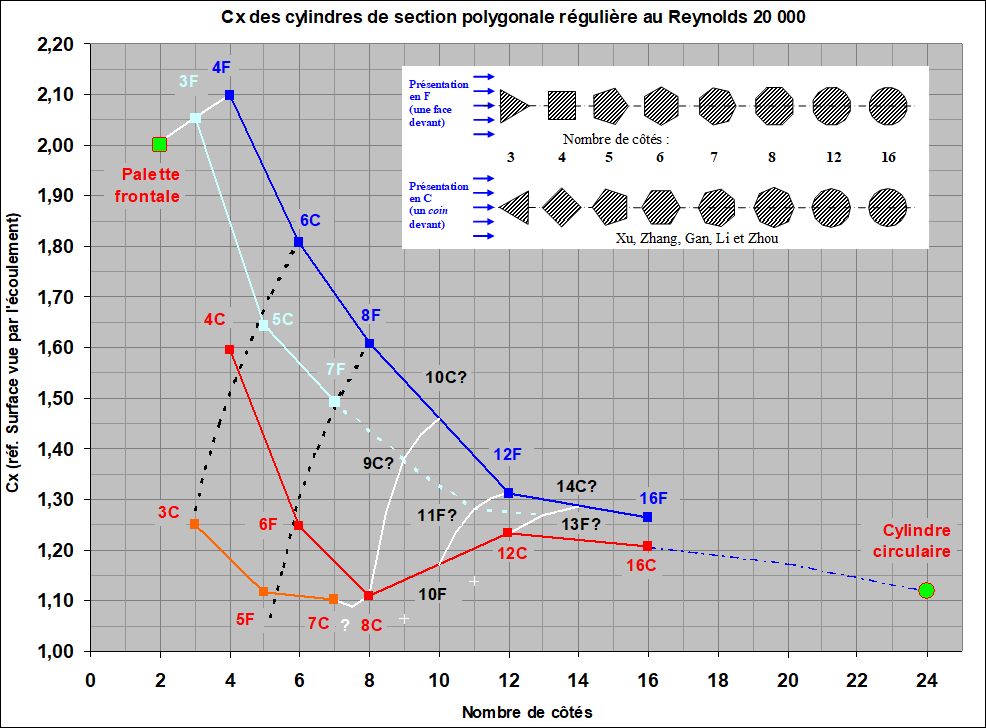
Coefficient de traînée {\displaystyle C_{x}} de cylindres à section polygonale régulière au Re 10^4, d'après Xu, Zhang, Zhou.
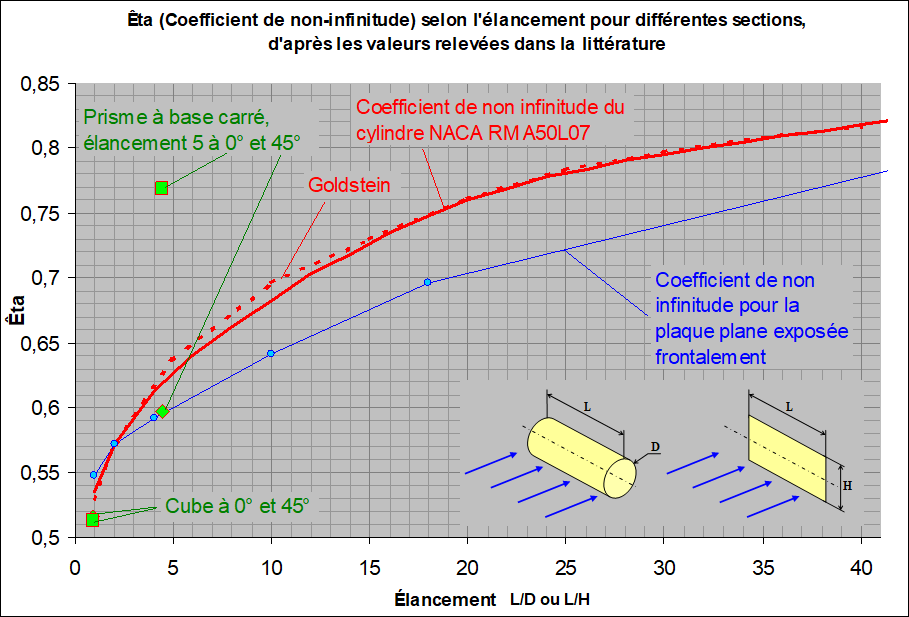
Coefficient de traînée {\displaystyle C_{x}} d'un cylindre fini et d'une palette finie selon leur élancement, d'après Goldstein et d'autres.
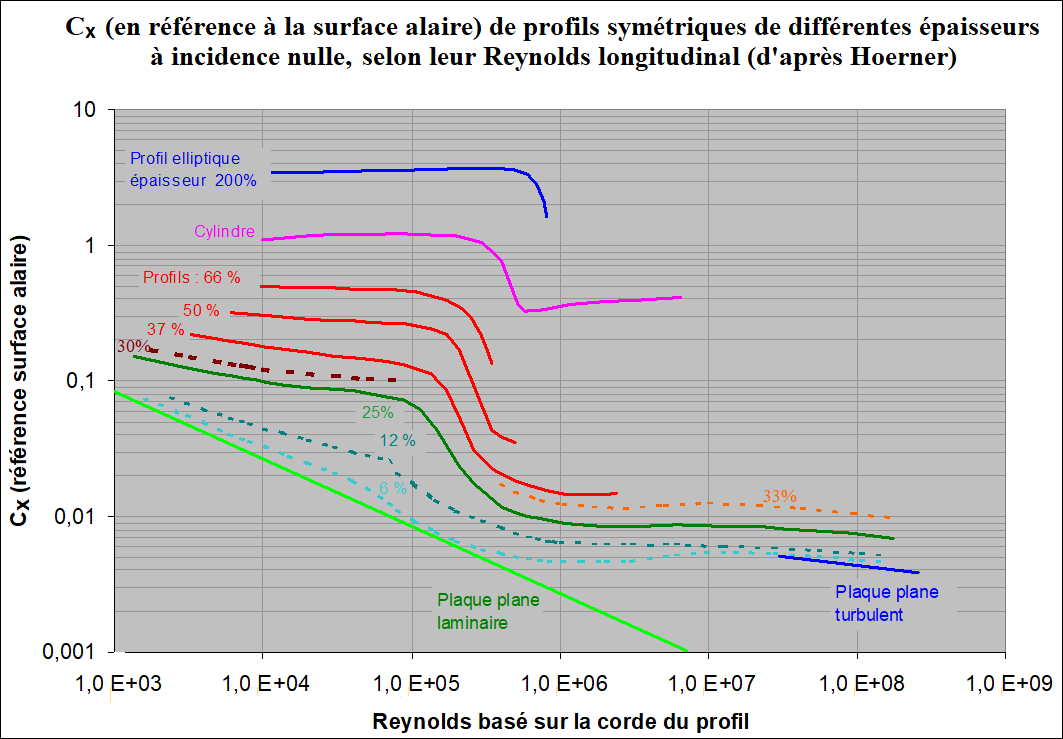
Coefficient de traînée {\displaystyle C_{x}} alaire de profils symétriques à incidence nulle selon Re et épaisseur.

- Coefficient de traînée {\displaystyle C_{x}} total et de culot de corps 2D[d], d'après Hoerner.